# Стратокумулус
Стратокумулус (лат. stratus — слој и cumulus — гомила) је врста ниских облака. Називају се још и слојевито-гомиласти. Састоје се од крупних грудви сиве или беле боје, великог хоризонталног распрострањења. Неки делови су слични алтокумулусима, али је њихово простирање мање. Развијају се на висини од 1.500—2.000 метара. Понекад се из њих излучују падавине, углавном слабијег интензитета.

## Подела
Статокумулуси се могу поделити на неколико врста и подврста:
- — слојевито-гомиласт слојаст
- — слојевито-гомиласт сочиваст
- — слојевито-гомиласт торњевит
- — слојевито-гомиласт провидан
- — слојевито-гомиласт са празнинама
- — слојевито-гомиласт непровидан
- — слојевито-гомиласт двослојан
- — слојевито-гомиласт таласаст
- — слојевито-гомиласт зракаст
- — слојевито-гомиласт избушен